# Кабаков, Гавриил Иванович
Гавриил Иванович Кабаков (прозвище князь Верхотурский; 1857, Пермская губерния — лето 1918, Алапаевск) — крестьянин, депутат II Государственной думы Российской империи от Пермской губернии (1907).

## Биография

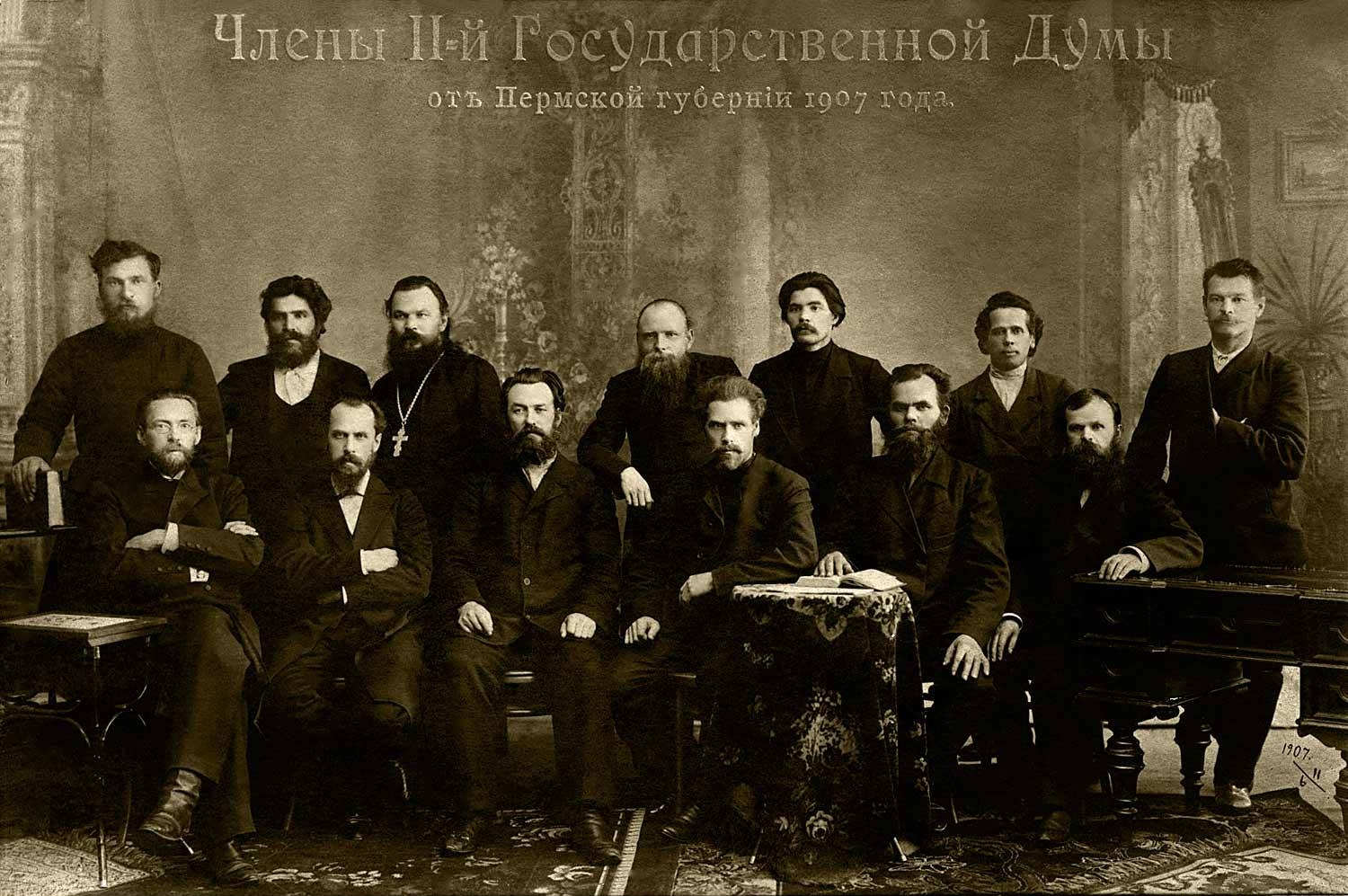
Члены II Государственной думы от Пермской губернии, 1907 год. Сидят: В. Н. Мамин, Г. И. Баскин, Я. Е. Захаров, А. А. Шпагин, Г. И. Кабаков, В. Е. Ершов; стоят: П. А. Зырянов, П. С. Сигов, К. А. Колокольников, Е. А. Петров, В. А. Чащин, Ф. Я. Тимачев, Я. П. Максимов

Гавриил Кабаков родился в 1857 (или 1851) году в деревне Алапаиха Нейво-Алапаевской волости Верхотурского уезда (Пермская губерния) — сегодня Свердловская область — в крестьянской семье. Школьного образования он совсем не получил, либо получил начальное — был самоучкой. Занимался земледелием, владея пятью десятинами земли и домом; прирабатывал рабочим на уральских железных рудниках Яковлевых.
Кабаков являлся устроителем сельских кружков «с беседами и чтениями». В 1902 году он вступил в Партию социалистов-революционеров (ПСР) — начал вести революционную агитацию среди крестьянства Алапаевской волости. За эту деятельность (волнения в крестьянской и рабочей среде 1902 года) он был осужден на два года (свыше двух лет провёл в тюрьме).
Во время первой русской революции, в марте — мае 1905 года, Кабаков встал во главе Алапаевского совета рабочих депутатов, а также организовал несколько отделов Всероссийского крестьянского союза. Был привлечён к дознанию за антиправительственные действия, но следствие было прекращено в связи с амнистией в октябре 1905 года.
На губернском избирательном собрании 6 февраля 1907 года Гавриил Кабаков являлся выборщиком от крестьян Верхотурского уезда. Избрался в Государственную Думу Российской империи второго созыва (1907).
В Думе Кабаков, оставаясь эсером, вошёл в Трудовую группу и во фракцию Крестьянского союза — в первое время он даже был членом совета фракции Трудовой группы. 31 марта 1907 года он, по настоянию позже убитого депутата А. Л. Караваева, был выведен из совета фракции (наряду с другими членами ПСР).

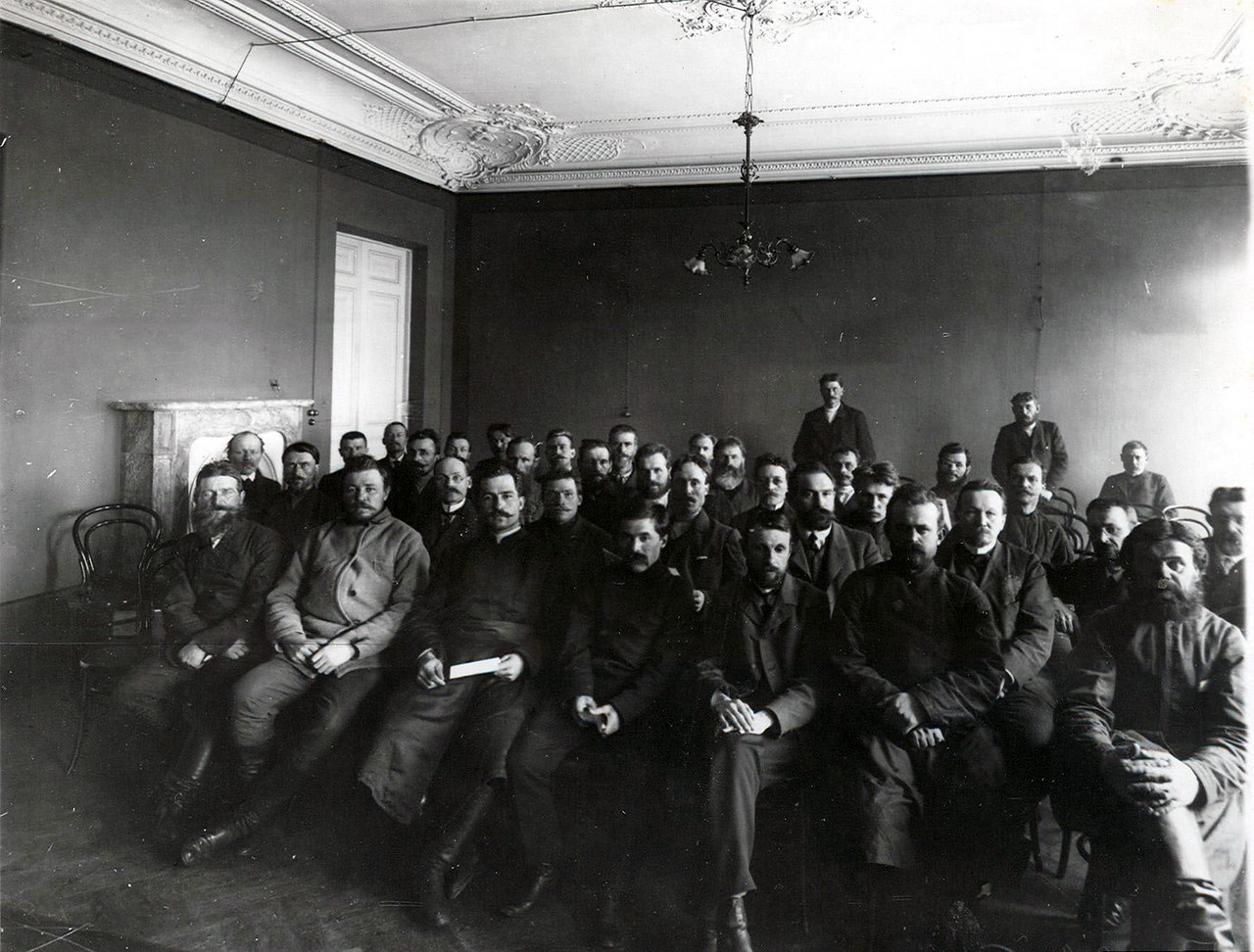
Трудовая группа на совещании фракции (1907)

Кабаков не состоял ни в одной из думских комиссий. С парламентской трибуны он выступил единственный раз — 12 апреля — в прениях по аграрному вопросу. В своей речи заявил, что
земля должна быть всеобщим достоянием трудового крестьянства, а крестьяне сумеют сами поделить землю между собой на местах, без всякого вмешательства каких-то чиновников, о которых давно мы уже знаем, что они никакой пользы не принесли крестьянству… Я больше говорить отказываюсь. Дело ясное
Требовал передать всю землю крестьянам без выкупа и решать вопросы о наделении крестьян землей непосредственно на местах (см. Чёрный передел).
Будучи депутатом Думы, Гавриил Иванович вёл активную переписку с крестьянами, призывая их присылать ходоков в столицу — к парламентариям. После роспуска Думы второго созыва он вернулся на малую родину — в Алапаиху — и продолжил революционную пропаганду среди местных крестьян и рабочих. На основании писем, перехваченных охранным отделением, Кабаков был в конце октября 1907 года арестован и обвинён в принадлежности к антиправительственной партии (Всероссийскому Крестьянскому союзу). В 1908 году он был выслан царским судом за пределы Пермской губернии.
Дальнейшая судьба Кабакова не прослежена. Летом 1918 года Гавриил Иванович Кабаков, житель Нейво-Алапаевской волости и член Государственной Думы (ошибочно) «3 созыва», был расстрелян большевиками в Алапаевске.

## Мнения современников
«Сотоварищ» следующим образом охарактеризовал Кабакова в статье в газете «Камский край»: 
Всегда живой и веселый в товарищеской среде, на свободе и в тюрьме он, когда не было споров, вызываемых нашими программными разъяснениями, часто заставлял нас до слез хохотать над своими рассказами из крестьянской жизни, запас которых у него всегда был неистощим
Кабаков получил прозвища «президент Алапаевской волости» и «Пугачёв»; от петербургских журналистов он получил прозвание «князь Верхотурский».